# Niners Chemnitz 2023-2024
Questa voce raccoglie le informazioni riguardanti i Niners Chemnitz nelle competizioni ufficiali della stagione 2023-2024.

## Stagione
La stagione 2023-2024 deli Niners Chemnitz è la 4ª nel massimo campionato tedesco di pallacanestro, la Basketball-Bundesliga.

## Roster
Aggiornato al 19 aprile 2024.
| NINERS Chemnitz 2023-24 | NINERS Chemnitz 2023-24 |
| Giocatori               | Staff tecnico           |
| ----------------------- | ----------------------- |

| N. | Naz.                                       | Ruolo | Nome              | Anno | Alt.   | Peso   |  |
| -- | ------------------------------------------ | ----- | ----------------- | ---- | ------ | ------ |  |
| 0  | Germania (bandiera)                        | P     | Brendan Gregori   | 2004 | 186 cm | 79 kg  |  |
| 1  | Canada (bandiera)                          | AP    | Aher Uguak        | 1998 | 201 cm | 102 kg |  |
| 2  | Stati Uniti (bandiera)                     | AG    | Jeff Garrett      | 1994 | 201 cm | 100 kg |  |
| 5  | Stati Uniti (bandiera)                     | G     | Wesley Van Beck   | 1996 | 193 cm | 93 kg  |  |
| 7  | Germania (bandiera)                        | C     | Jonas Richter     | 1997 | 207 cm | 110 kg |  |
| 9  | Stati Uniti (bandiera)                     | PG    | DeAndre Lansdowne | 1989 | 188 cm | 88 kg  |  |
| 10 | Canada (bandiera)                          | P     | Kaza Kajami-Keane | 1994 | 185 cm | 84 kg  |  |
| 11 | Stati Uniti (bandiera)                     | AP    | Brendan Bailey    | 1997 | 203 cm | 93 kg  |  |
| 12 | Germania (bandiera)                        | P     | Lennard Glowka    | 2006 | 194 cm | 75 kg  |  |
| 13 | Germania (bandiera)                        | G     | Luca Kellig       | 2006 | 191 cm | 79 kg  |  |
| 14 | Canada (bandiera)                          | AG    | Elijah Ifejeh     | 1997 | 203 cm | 108 kg |  |
| 17 | Kenya (bandiera)                           | A     | Tylor Ongwae      | 1991 | 201 cm | 93 kg  |  |
| 20 | Germania (bandiera)                        | G     | Delano Juma       | 2006 | 194 cm | 78 kg  |  |
| 21 | Germania (bandiera)                        | C     | Benjamin Koppke   | 2005 | 205 cm | 95 kg  |  |
| 24 | Stati Uniti (bandiera) · Gambia (bandiera) | C     | Ousman Krubally   | 1988 | 202 cm | 102 kg |  |
| 33 | Germania (bandiera)                        | G     | Dominic Lockhart  | 1994 | 199 cm | 97 kg  |  |
| 53 | Germania (bandiera)                        | AC    | Kevin Yebo        | 1996 | 207 cm | 97 kg  |  |
| -  | Germania (bandiera)                        | P     | Felix Zacharias   | 2005 | 189 cm |        |  |

| Allenatore                                                                                                |
| - / Rodrigo Pastore                                                                                       |
| Assistente/i                                                                                              |
| - David Gibso - Gjorgji Kočov - Nicolas Perez Legenda - (C) Capitano - (IN) Inattivo - Infortunato Roster |

## Mercato

### Sessione estiva
| Acquisti | Acquisti          | Acquisti          | Acquisti   | Acquisti |
| R.       | Nome              | da                | Modalità   |          |
| -------- | ----------------- | ----------------- | ---------- | -------- |
| P        | Kaza Kajami-Keane | Le Mans           | svincolato |          |
| PG       | DeAndre Lansdowne | Strasburgo        | svincolato |          |
| G        | Wesley Van Beck   | Kalev/Cramo       | svincolato |          |
| AP       | Brendan Bailey    | Luleå             | svincolato |          |
| AP       | Aher Uguak        | Edmonton Stingers | svincolato |          |
| AG       | Jeff Garrett      | Jonava            | svincolato |          |
| AG       | Elijah Ifejeh     | Montreal Alliance | svincolato |          |

| Cessioni | Cessioni            | Cessioni          | Cessioni       | Cessioni |
| R.       | Nome                | a                 | Modalità       |          |
| -------- | ------------------- | ----------------- | -------------- | -------- |
| P        | Wes Clark           | Free agent        | fine contratto |          |
| P        | Arnas Velička       | Rytas Vilnius     | fine contratto |          |
| P        | Nelson Weidemann    | Bayern Monaco     | fine prestito  |          |
| G        | Kilian Binapfl      | Artland Dragons   | fine contratto |          |
| AP       | Aher Uguak          | Edmonton Stingers | fine contratto |          |
| AG       | Mindaugas Sušinskas | Girona            | fine contratto |          |
| AG       | Márkó Filipovity    | Flamengo          | fine contratto |          |
| C        | Malik Osborne       | Apollon Patrasso  | fine contratto |          |

### Dopo l'inizio della stagione
| Acquisti | Acquisti        | Acquisti      | Acquisti        | Acquisti   |
| R.       | Nome            | da            | Data            | Modalità   |
| -------- | --------------- | ------------- | --------------- | ---------- |
| A        | Tylor Ongwae    | Free agent    | 13 ottobre 2023 | svincolato |
| C        | Ousman Krubally | Bnei Herzliya | 3 novembre 2023 | svincolato |

| Cessioni | Cessioni       | Cessioni   | Cessioni        | Cessioni       |
| R.       | Nome           | a          | Data            | Modalità       |
| -------- | -------------- | ---------- | --------------- | -------------- |
| AG       | Elijah Ifejeh  | MZT Skopje | 4 novembre 2023 | rescissione    |
| AP       | Brendan Bailey | Szedeák    | 26 gennaio 2024 | fine contratto |